# کوسه‌های خاردار
خارکوسگان یا کوسه‌های خاردار (نام علمی: Squalidae) یا کوسه‌های سگ‌ماهی یا سگ‌کوسه‌ها نام یک تیره از راسته خاردارکوسه‌سانان است.